# Caracena
Caracena es un municipio y localidad española de la provincia de Soria, 
en la comunidad autónoma de Castilla y León. El término municipal, perteneciente a la comarca de Tierras del Burgo y al partido judicial de El Burgo de Osma, tiene una población de 14 habitantes (INE 2024).

## Geografía
Está situado en la margen izquierda del río Caracena o Adante, a unos 30 km al sur de El Burgo de Osma. Limita al sur con las localidades de Tarancueña, Cañicera y Valderromán, al oeste con la Hoz de Arriba y la Hoz de Abajo, al norte con el municipio de Carrascosa de Abajo y al este con el despoblado de Pozuelo, y las localidades de La Perera y Madruédano. El acceso a Caracena se puede realizar a través de la carretera local SO-V-1601 que parte de La Rasa y termina precisamente en Caracena, aunque actualmente sale un enlace hacia Valderromán que da acceso a los pueblos del sur de la Comunidad de Castilla y León tales como Valderromán, Tarancueña, Tiermes, Retortillo de Soria y ya en la provincia de Segovia con Ayllón. Desde el punto de vista jerárquico de la Iglesia católica forma parte de la diócesis de Osma-Soria la cual, a su vez, pertenece a la archidiócesis de Burgos. Localidad situada en la Ruta de la Lana.
La cuenca del Duero (donde está situada Caracena) está limitada al norte por la cordillera Cantábrica; al oeste y sur por el macizo Ibérico y al este por la cordillera Ibérica.
Se trata de una zona que por lo general está limitada por fallas que originan estructuras de tipo fosa rellena por sedimentos horizontales detríticos y químicos (conglomerados, arenas, arcillas y yesos que a veces alcanzan gran espesor.
Esta cubeta sedimentaria fue erosionada después de su relleno por las redes fluviales modernas que se han encajado originando valles con sistemas de terrazas, dejando relieves tipo meseta, cerros y grandes barrancos a su paso.
Aunque la Cuenca del Duero se formó durante el Cenozoico (entre 23 y 34 millones de años de antigüedad - Era terciaria), sería durante la Era Cuaternaria, periodo de glaciaciones y posteriores deshielos formando grandes bolsas de agua tipo mares interiores, terrazas fluviales y valles excavados por ríos donde comenzaría a forjarse la orografía actual. Estos mares interiores explicarían la gran cantidad de fósiles de tipo marino que hay en las laderas de los cerros.
La formación de estos grandes barrancos hizo de este enclave un lugar idóneo para el desarrollo de la vida primitiva, convirtiendo a este enclave primero en un enclave de tipo estacionario (primavera/verano) y posteriormente sedentario, pues el entorno se ofrece como un lugar protegido y escondido pues en la antigüedad había grandes bosques de encinas, carrascas, chaparros, arbustos además de la flora de un monte bajo (praderas, aulagas, tomillos,...) que atraía a la jabalíes, cérvidos, liebres, perdices, conejos,.... además de un río (tenía el triple de caudal que en la actualidad) en cuyas aguas abundaban peces y crustáceos. Aunque también hay que decir que con los animales herbívoros también había una gran fauna del tipo carnívoro (lobos, zorros, rapaces,...).
Con estas condiciones de vida encontramos que sobre el 1500 y 1200 a. C. los primeros moradores de estas tierras tenían sus asentamientos tanto en cuevas como al aire libre (yacimiento arqueológico de Los Tolmos).

### Geomorfología
En la zona de Caracena se reconocen dos tipos de relieves residuales sobre el substrato mesozoico: los que nunca fueron cubiertos por los materiales continentales neógenos y los que fueron exhumados tras la erosión de estos. Los primeros constituyen montes-isla degradados por la erosión sufrida durante el Terciario hasta la actualidad; los segundos corresponden a espacios en los que la erosión actual ha retirado la cobertura terciaria, dejando expuesto el substrato mesozoico. Sin embargo el principal rasgo morfológico del área es el replano formado por la denominada Superficie Finineógenea, que bisela el conjunto plegado mesozoico y los depósitos del Mioceno.
En cuanto a la tipología del Roquedo:
El valle del río Caracena, en el entorno de la villa, está labrado en la formación "Calizas y Dolomías tableadas de Cuevas Labradas" correspondientes al Jurásico Inferior - medio (Lias medio). Se diferencian dos unidades: la inferior, constituida por una alternancia de calizas y dolomías y la superior, integrada por una serie en alternancia de calizas y margas.
Inmediatamente, aguas abajo de la Villa tiene su inicio una serie cretácica, que está compuesta por la muy conocida "Formación de Arenas de Utrillas" en la base (aquí de edad Cenomaniense) y una potente serie margo-calcárea superior que incluye un conjunto de formaciones cuya edad se extiende desde la Turoniense hasta el Sastoniense, aunque en el entorno del valle de Caracena la representación de los materiales cretácicos concluye con los correspondientes a la "Formación Calizas dolomitas de Caballar" (Complejo carbonatado superior, Coniaciense).

### Hidrogeología
Son las calizas y dolomías jurásicas las que tienen importancia, tanto por sus características hidrogeológicas como por su conexión hidráulica con el nivel piezométrico representado por el propio río. Estas calizas, con una elevada permeabilidad secundaria, incrementada por fenómenos de carstificación, aparecen separadas del complejo carbonatado superior por las formaciones margosas del cretázico medio, de escasa o nula permeabilidad propios de la Cordillera Ibérica, se manifiestan también algunos pliegues y dislocaciones que prolongan los accidentes casi de este a oeste del Sistema Central; encontrando así pues, a lo largo del Valle del río Caracena O Adante que origina a su paso fuertes escarpes y farallones subverticales, en clara sobreimpresión al conjunto sedimentario que le sirve de substrato.
En Caracena encontraremos material del Mesozoico, afectados por las citadas deformaciones producidas durante la orgenia Alpina según la dirección NO-SE o "Ibérica"; de otra, materiales clásticos del Terciario, poco o nada deformados correspondientes al desmantelamiento de los relieves Mesozoicos y sedimentados en forma de abanico aluviales en coalescencia; por último materiales fluviales cuaternarios (gravas, arenas y arcillas), estrechamente vinculadas al río Caracena, inmediatamente aguas debajo de la Villa.
El acusado gradiante de pendiente longitudinal del río, cercano al 3 % de media, es la causa de la profunda incisión que éste ha generado sobre todo el substrato, a lo que colabora la notable coherencia de buena parte del roquedo sobre el que aquella se relaciona. Un aspecto a destacar es que Caracena se encuentra a caballo entre el Sistema Ibérico (Rama Castellana) y la Cubeta Terciaria de Almazán, formada en los episodios finales de deformación de la Orogenia Alpina.

### Medio ambiente

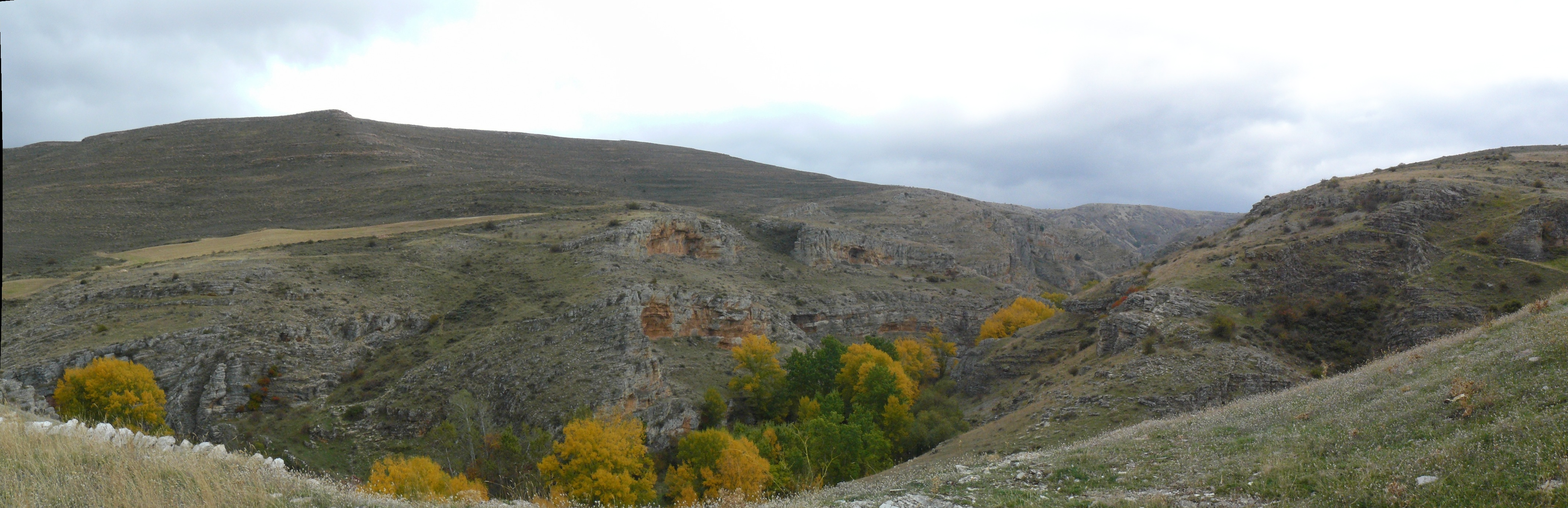
Cañón del río Caracena visto desde la iglesia de Santa María

En su término e incluidos en la Red Natura 2000 los siguientes lugares:
- Lugar de Interés Comunitario conocido como Encinares de Tiermes, ocupando 146 hectáreas, el 8 % de su término.[2]
- Lugar de Interés para la Conservación (LIC) y Zona de Especial Protección para las Aves (ZEPA) para un sector de los Altos de Barahona.

## Historia

### Prehistoria
Los primeros moradores de lo que actualmente es la tierra de Caracena, los podemos encontrar en un paraje cercano denominado "Los Tolmos" en un periodo comprendido entre los años 1500 a. C. y 1200 a. C. encontrando asentamientos de carácter temporal tanto al aire libre como en las cuevas naturales existentes en la zona. 
Según el libro Caracena Comunidad de Villa y Tierra castellana "La ecología desconocida" (páginas 12 y 13) de Fernando San Antón, en las excavaciones llevadas a cabo se hallaron cerca de un centenar de sepulturas destruidas y sobre 10 excavadas en hoyos de inhumación. Si bien es cierto que en un principio se enterraban todos los cuerpos juntos posteriormente se empezaría a enterrar en fosas excavadas en la tierra (tal vez en unidades familiares) como así se pudo observar en una de las tumbas donde se halló el cuerpo de dos adultos junto a un niño de corta edad.
En cuanto a los útiles que se pudieron rescatar (y que hoy se encuentran en el museo Numantino) encontraremos hachas neolíticas de perfil fusiforme, un hachita de bronce perteneciente a la edad de bronce, un pico - hacha de hierro, puñales, espátulas, agujas, flechas, ajuar, cerámica perteneciente al periodo Cogotas I y un busto varonil de bronce de unos ocho centímetros.

### Edad Antigua
Una de las tribus celtíberas que se asentó en la zona fue la tribu de los arévacos. De dicha tribu (de origen indoeuropeo) pudo surgir el nombre de Caracena (de Car/Kar = piedra y Acena = clara/blanca en referencia a la piedra de tipo caliza).
Otra opción es: Car/Kar = piedra y Az(k)ena = último (viniendo a decir que era el lugar donde acababa el barranco).
o Car/Kar = piedra + Az = sufijo con valor nominativo + ena = sufijo con valor posesivo (que vendría a significar algo así como Vivo donde las piedras).
(Ojo, todo esto son especulaciones después de estar leyendo sobre las lenguas indoeuropeas). 
(En algunos documentos de época medieval podemos leer Caraçena)
Otro de los posibles orígenes vendría por un posible asentamiento de los antiguos habitantes de lo que actualmente se conoce como sierra de Cazorla (anteriormente denominada Caracena) migraran hacia el norte y se asentaran en esta zona del sur de Soria, llevándose con ellos el nombre de su tierra.
En tiempos del Imperio romano el término de la actual localidad de Caracena era parte integrante del municipio de Tiermes, en el conventus Cluniensis (Tarraconense) ciudad de origen arévaco que fue sometida a Roma por el procónsul Tito Didio durante su proconsulado en la Hispania Citerior (97-93 a. C.) y que atesora varios restos arqueológicos de su pasado romano. Aunque no hay constancia arqueológica de la existencia de un asentamiento romano -sólo hay una fuente popularmente conocida como romana-, es de suponer que la zona estuvo dedicada al pastoreo y la agricultura para el aprovisionamiento del municipium termestino. Además era una vía natural de comunicación con el valle del Duero y Uxama.

### Edad Media
Una de las primeras noticias que se tienen, llega en el año 912. Esta zona al sur del Duero es un lugar donde se suceden diferentes batallas. Con el fin de asentar esta franja de terreno, el conde de Castilla Gonzalo Fernández de Burgos intenta repoblar la zona. Además de construir una pequeña fortaleza que en el año 939 se fortificaría de nuevo.
De los primeros escritos que podemos encontrar en los cuales aparecería Caracena provendría del califato de Abderramán III (Primer califa) que tras perder la batalla de Simancas (año 939) huye de la contienda y toma como camino de huida, el camino de Caracena (en aquellos años llamada Al-handega) hacia Tarancueña. El conde castellano Fernán González y el rey Ramiro II de León conocedores de esta posibilidad mandan adelantar a sus tropas que, apostados en lo alto del barranco, a la llegada de las tropas de Abderramán III lanzan toda clase de objetos contra el ejército musulmán causando numerosas bajas además de heridas a Abderramán III. Después de esta batalla no volverá a dirigir ninguna otra contienda a pie de campo. Que Al - handega fuera el nombre que tuviera Caracena en aquellos años es una hipótesis que sostienen algunos autores; en gran medida por su cercanía al poblado histórico de Castro, y que dicha ruta sería utilizada desde antaño como camino de paso entre el norte y sur peninsular).
Poco después, para conmemorar la victoria, se levantó una hornacina en honor a la Santísima Virgen María. Posteriormente, durante una de las incursiones sarracenas, la hornacina sería destruida, posiblemente por el ejército de Almanzor. Con la llegada de la paz y tranquilidad a esta parte de la península, la Virgen María se apareció sobre un arbusto. En su honor se levantó una pequeña ermita monasterio (Virgen del monte) que con el surgimiento de un nuevo poblado junto a ésta (hoy no quedan restos) llamado La Aldehuela iría creciendo hasta convertirse en lo que hoy en día se puede ver.
Posteriormente, durante el califato de Hisham II (976-1009) Almanzor monta una base permanente en lo que hoy es Caracena. Sabedor de la importancia estratégica de esta zona, en su camino hacia Atienza, decide montar una plaza fija, con soldados y personas que cultivasen la tierra, además de reforzar la fortaleza - año 981 (en el lugar donde se encuentra hoy el castillo) y fortificar con murallas la zona. En aquellos años zona de guerra continua.
De esta etapa cabe destacar que, en el emplazamiento donde hoy se encuentra Santa María es muy posible que se construyera un lugar para la oración, una mezquita.
Además de levantar sendas atalayas en la zona norte (Fuencaliente) y sur (hoy no quedan restos).
En el año 1061 se produce la toma definitiva de la plaza y castillo de Caracena por parte de las tropas de Fernando I, rey de Castilla, León y Galicia. De aquí surge la leyenda del nombre de Caracena pues la conquista del castillo se produjo durante la cena; estando los habitantes del castillo en una especie de fiesta por todo lo alto. El bando cristiano entró sin demasiada dificultad y tomó el castillo rindiendo así la plaza. Así pues: Cara les costó la Cena. Sobre el año 1080 el rey Alfonso VI de Castilla y León impulsa la repoblación de Caracena.
Y así, llegamos al siglo XII auténtico siglo de esplendor en el cual más de treinta aldeas (sexmo de Caracena) pertenecían a la comunidad de villa y tierra de Caracena de la Extremadura castellana. De ello encontramos el testimonio histórico en una sentencia del cardenal Guido de Bolonia quien, en 1136, adjudica a la diócesis de Sigúenza “...Caracena con todas sus aldeas...”. Un total de 239,35 km² en el que habitaban 17 000 almas. En 1137, el papa Inocencio II ratificará dicho acuerdo, y de este modo la villa pasó a ser arciprestazgo.
Parece ser que Alfonso VII valoraba la importancia de este lugar, pues solo dos años después, el 16 de septiembre de 1138, lo recuperó para la corona a cambio de la villa de Serón. Volvió Caracena a formar parte de las tierras de la diócesis de Sigüenza en 1140, y nuevamente Alfonso VII, en 1146, gestionó el canje de la villa contra entrega de las salinas de Santiuste y otras propiedades reales. A esta época también pertenecen la iglesia de Santa María o Virgen del casado y la iglesia de San Pedro.
Hacia 1350, figuraba como señorío de Pedro Ruiz II de Villegas, caballero de la Orden de la Banda desde 1332, adelantado mayor de Castilla y señor de Cóbreces, Villegas, Moñux y Castillo Pedroso, pero en la Guerra Civil Castellana, al ser mayordomo mayor del infante Tello de Castilla quien fuera medio hermano paterno del soberano, le fue arrebatado por el rey Pedro I de Castilla a Villegas el castillo de Caracena y el de Moñux el 14 de septiembre de 1352 y devuelto en 1354, aunque fuera mandado asesinar por dicho rey en 1355.
El señorío fue heredado por el merino mayor castellano Ruy Pérez II de Villegas, señor de Cóbreces, Villegas, Moñux, Castillo Pedroso y del palacio de Sasamón, y por dote de su mujer de la Casa de Cevallos, los señoríos de Villasevil y Acereda.
En 1366 el señorío recayó en Pedro de Luna (futuro arzobispo de Toledo) y en 1368 pasó a manos de la Casa de Tovar. Posteriormente, en el contexto de la guerra de sucesión castellana entre los partidarios de Juana la Beltraneja y los de los Reyes Católicos, uno de los descendientes llamado Juan de Tovar, a la sazón involucrado en la defensa de los intereses de la princesa Juana, fue desposeído del señorío de la villa.
En 1492 los Reyes Católicos hicieron merced a Alfonso Carrillo de Acuña del señorío de las villas de Caracena e Ines para recompensarle por el préstamo de dieciséis millones de maravedíes dado con motivo de la Guerra de Granada que había comenzado en 1482. De este periodo se conservan en la Real Chancillería de Valladolid varios legajos de los pleitos sostenidos por la comunidad de villa y tierra de Caracena contra su señor Alfonso Carrillo por los agravios cometidos sobre sus vasallos.
Finalmente en 1499 los Reyes Católicos dictaron ejecutoria por la cual Alfonso Carrillo fue obligado a transmitir la jurisdicción de esta a su hijo Gómez Carrillo de Acuña y Toledo (n. 1457) que recién pasaría a ser el II señor de Caracena, de Ines y de Pinto de su linaje, desde 1508.

### Edad Moderna
En 1496 se produce el único proceso judaizante del que se tiene constancia en la villa de Caracena. De 1498 existen expedientes inquisitoriales por la presencia de sinagogas. Ya en el siglo XVI al despoblarse Tiermes, Caracena toma relevo como capital de la Comunidad de Villa y Tierra de Caracena.
A causa de la peste bubónica que fue penetrando desde El Burgo de Osma se produjo un descenso demográfico hacia 1597.
El 10 de septiembre de 1607 Felipe III convirtió el señorío en Marquesado, entregándole dicho título nobiliario a Luis Carrillo de Toledo, virrey del Reino de Valencia, cargo desde el que supervisó la expulsión de los moriscos en 1609. Por otro lado también ostenta los títulos de gentilhombre de cámara de Felipe III, virrey de Navarra, gobernador y capitán general de Galicia y consejero de Estado de Felipe IV. Y uno de los más importantes; caballero de la Orden de Santiago.
Como dato anecdótico podemos destacar que una de las sobrinas del II Marqués de Caracena aparece en el célebre cuadro de Velázquez, Las Meninas. La Menina en cuestión es Isabel de Velasco, hija de Bernardino de Velasco Ayala y Rojas (conde de Fuensalida) y su primera esposa, Isabel de Velasco de Benavides (hermana de Luis de Benavides Carrillo de Toledo, segundo marqués de Caracena). Isabel es la menina que aparece a la izquierda de la infanta Margarita.
Fue sucedido por su hija Ana Carrillo de Toledo quien heredó a su vez, a su hijo Luis de Benavides Carrillo. El 23 de octubre de 1606 se firman en Madrid las capitulaciones matrimoniales correspondientes al casamiento de Ana Carrillo de Toledo con Luis de Benavides y Cortés (IV marqués de Frómista). Ana aporta como dote 30 000 ducados, 10 000 en joyas y vestidos de su hacienda y los otros 20 000 vía censo cargado sobre el mayorazgo de Caracena. Este matrimonio heredará la posesión de la Villa y Tierra de Caracena.
Asimismo se constituyó la Comunidad de Villa y Tierra, donde Caracena era la villa donde se centralizaba la vida de la comunidad homónima.
En el censo de 1789, ordenado por el conde de Floridablanca, figuraba como villa cabecera del partido de Caracena en la intendencia de Soria, con jurisdicción de señorío y bajo la autoridad del alcalde mayor, nombrado por el duque de Uceda. Contaba entonces con 197 habitantes.

### Edad Contemporánea
A la caída del Antiguo Régimen la localidad se constituyó en municipio constitucional en la región de Castilla la Vieja, partido de El Burgo de Osma que en el censo de 1842 contaba con 37 hogares y 146 vecinos. A mediados del siglo XIX la villa tenía contabilizadas 17 casas. Aparece descrita en el quinto volumen del Diccionario geográfico-estadístico-histórico de España y sus posesiones de Ultramar de Pascual Madoz de la siguiente manera:

CARACENA: v. con ayunt. en la prov. de Soria (12 leg.), part. jud. de Almazan (4), aud. terr. y c. g. de Burgos (24), dióc. de Sigüenza (9): sit. en un alto pedregoso y de bastante cuesta, á la margen izq. del r. Adante, con libre ventilacion y clima sano; tiene 37 casas; la consistorial, escuela de instruccion primaria concurrida por 15 alumnos, á cargo de un maestro, sacristan y secretario de ayunt., dotado por todo con 24 fan. de trigo: un cast. á la parte del S., bien construido, en una estension de 330 pies cuadrados, en cuyo recinto hay 2 plazas de armas, una al O. cercada de un rondin de 18 pies de espesor, y otra en el centro; conservándose ademas 6 cuadras, con 3 ventanas ovaladas cada una, 1 almacen de piedra sillar perfectamente embovedado; los restos de 1 molino de viento, y por gran parte de la circunferencia un ancho foso, á cuya espalda aparece una espaciosa muralla, circunvalando también la pobl., que pudo contener en lo ant. hasta 6000 vec.; no habiendo quedado de su esplendor mas restos que los espresados, y las 2 igl. parr. (la Asuncion y San Pedro), con su felig. separada, asistidas ambas por un cura; fuera de murallas, é inmediata á la v., se encuentra una fuente de abundantes y esquisitas aguas, que provee al vec. para beber y demas usos domésticos; y á la dist. de medio 1/4 de leg. una hermosa ermita (Ntra. Sra. del Monte), con el cementerio que no ofende á la salubridad pública. Confina el térm. N. Carrascosa de Abajo; E. Madruedano y Pozuelo; S. Tarancueña y Val de Román, y O. Cañicera; dentro de él se encuentra una torre de vigía: el terreno destinado á la siembra de cereales, es montuoso, pedregoso y flojo; comprende dos montes pobl., el uno de carrasca y el otro de chaparro y enebro, que dan el suficiente abasto de combustible; y á la parte del N. hay una deh. de pastos y una deliciosa y fértil vega, fecundizadas por el Adante, cuyo paso facilita un sólido puente de piedra con un arco. caminos, los locales, pedregosos y ásperos por la escabrosidad del territorio. correo, se recibe dos veces á la semana de la adm. del Burgo, por un balijero. prod.: centeno, cebada, avena, legumbres, frutas, lino, cáñamo y hortalizas; cría ganado lanar, vacuno y mular, y abundante caza de perdices y conejos. ind.: la agrícola, y 1 molino harinero. comercio: esportacion de los frutos sobrantes. pobl.: 37 vec, 146 alm. cap. imp.: 28 834 rs. y 6 mrs. presupuesto municipal: 100 rs.; se cubre por reparto vecinal.
(Madoz, 1849, p. 512)

## Demografía
Cuenta con una población de 14 habitantes (INE 2024).
| Gráfica de evolución demográfica de Caracena entre 1842 y 2021                                                        |
| |
| Población de derecho según los censos de población del INE. Población de hecho según los censos de población del INE. |

## Patrimonio

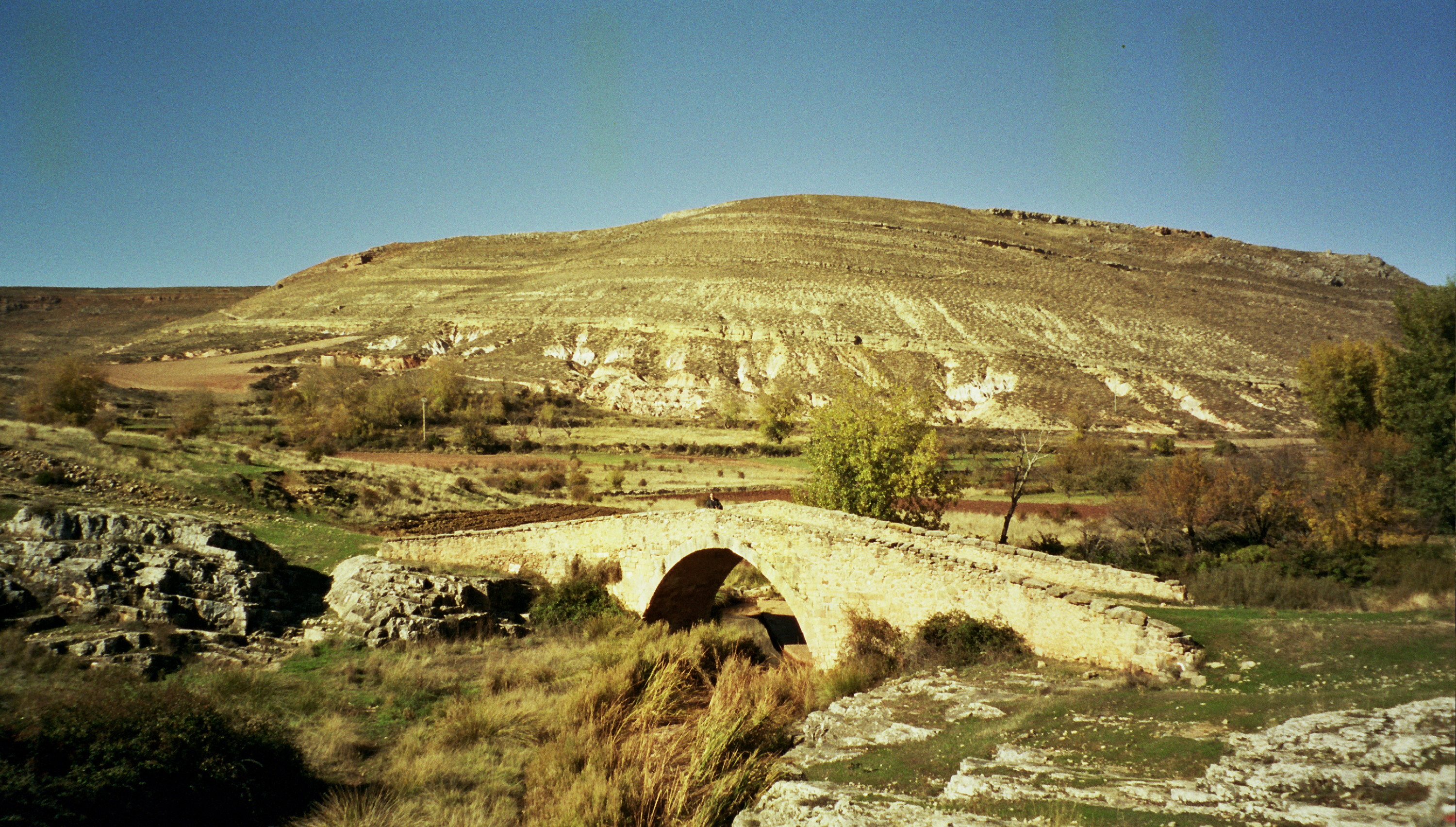
Puente medieval de Caracena

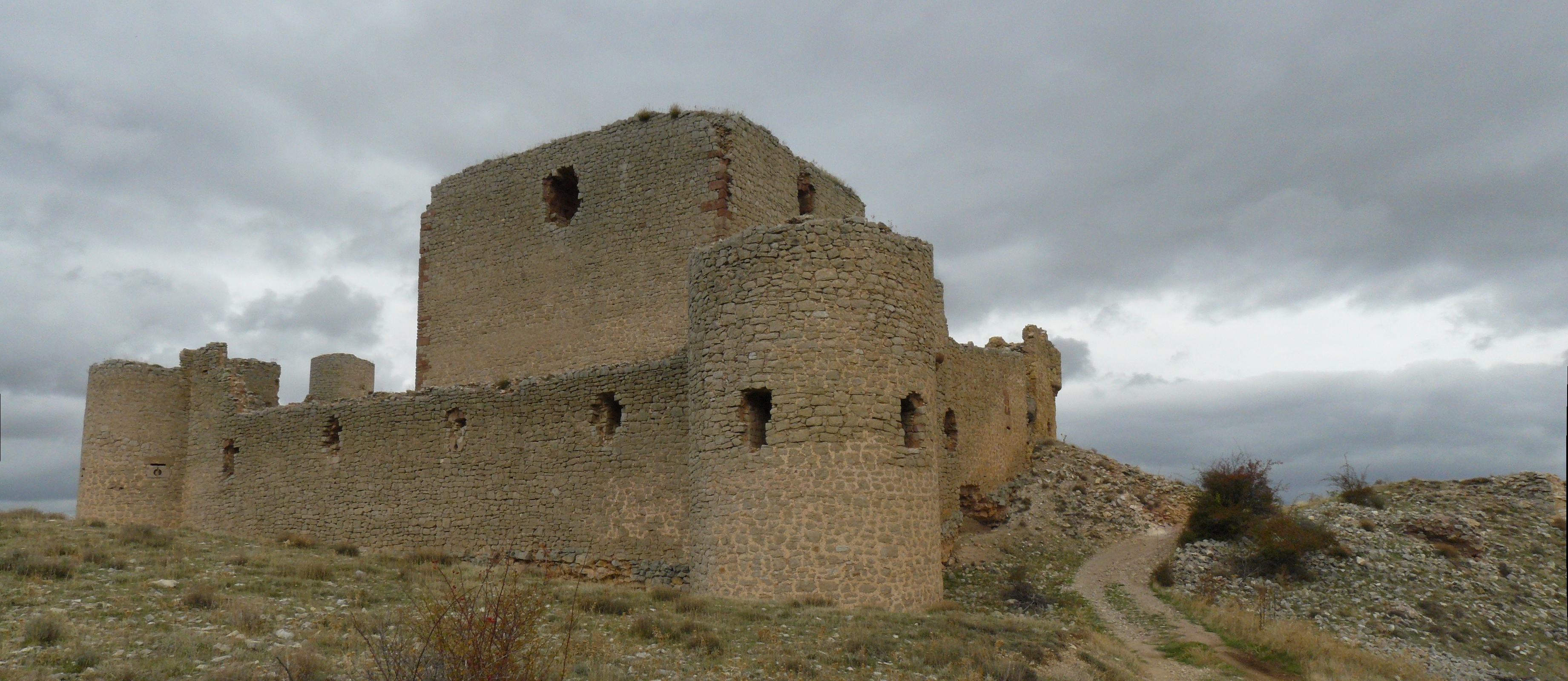
Castillo de Caracena

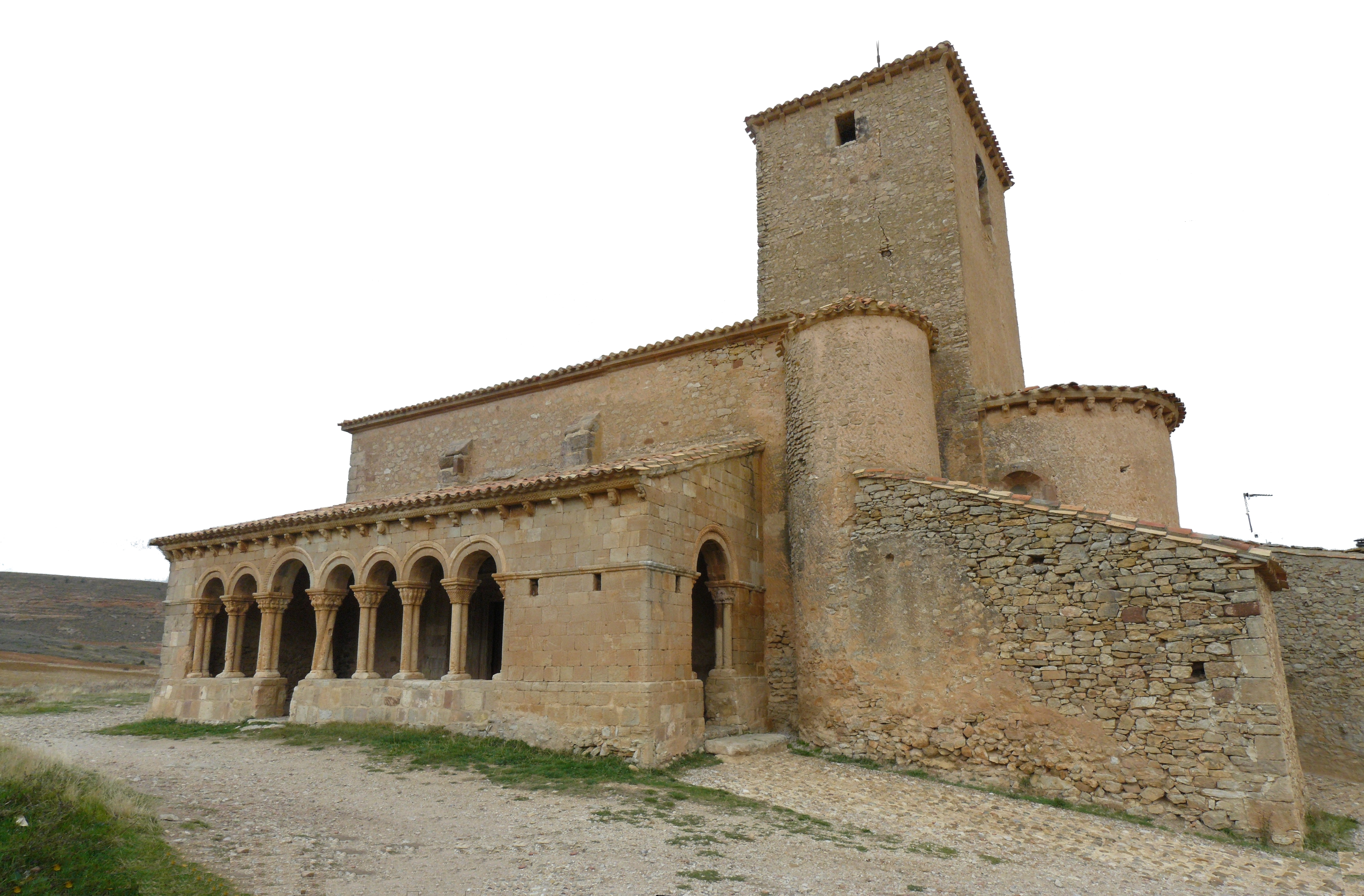
Iglesia de San Pedro

En la localidad hay dos iglesias, bajo las advocaciones de Santa María y San Pedro, además de un castillo. Como restos de su esplendor medieval pueden verse todavía algunos paños y cubos de la muralla del siglo XII que circundaba la población; el Puente Cantos, románico de la misma época que las murallas, por donde se ingresaba en el recinto; el rollo barroco fechado en 1738, según inscripción labrada en él, que proclama en el centro de la plaza el antiguo carácter jurisdiccional de la villa; la cárcel, otra indicación del ejercicio de la justicia que allí se practicaba; el hospital de pobres que todavía luce los despojos de su bien tallada sillería, como la que forma un bonito arco conopial sobre una de sus ventanas.
Castillo
Iglesia de Santa María
Se trata de una iglesia románica de la primera mitad del siglo XII, de una sola nave, con ábside en la cabecera. Posee dos portadas que se abren en los paramentos norte y sur de la nave, y, a los pies de ésta, una torre de planta cuadrada y ruda factura. Pero lo más interesante de esta iglesia quizás sea el par de ventanas con que cuenta como único recurso para su iluminación: una, en el centro del ábside, con doble arquivolta, la exterior apoyando sobre las jambas, y la interior formada por dos grandes dovelas más la clave, adornada con trenzados y cargando sobre columnillas con capiteles figurativos de cuadrúpedos; la otra, situada en el paramento occidental, de absoluta simplicidad, cuyo vano lo cubre una celosía formando un reticulado entrelazado.

Vistas de la iglesia de Santa María
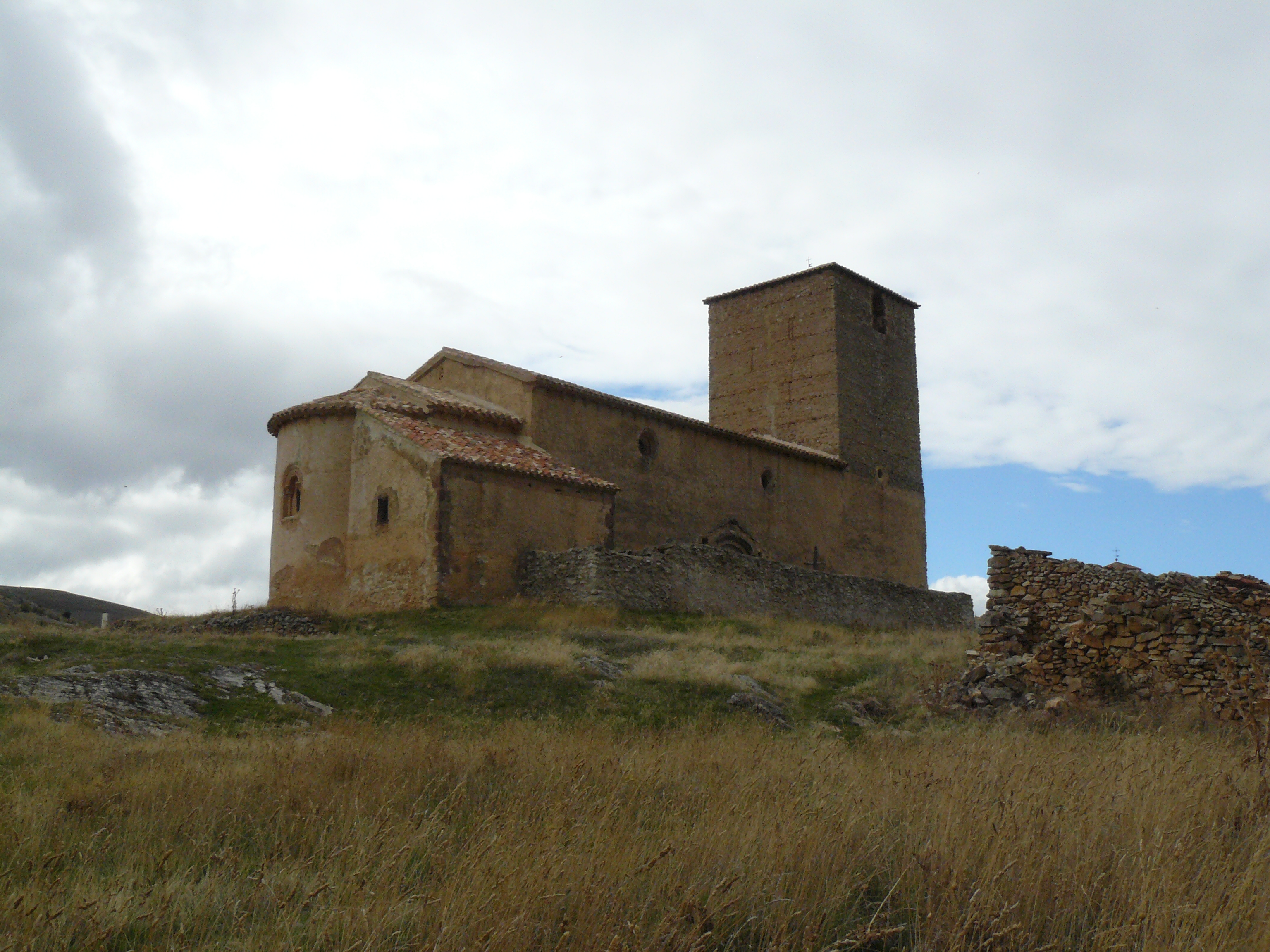
Iglesia de Santa María
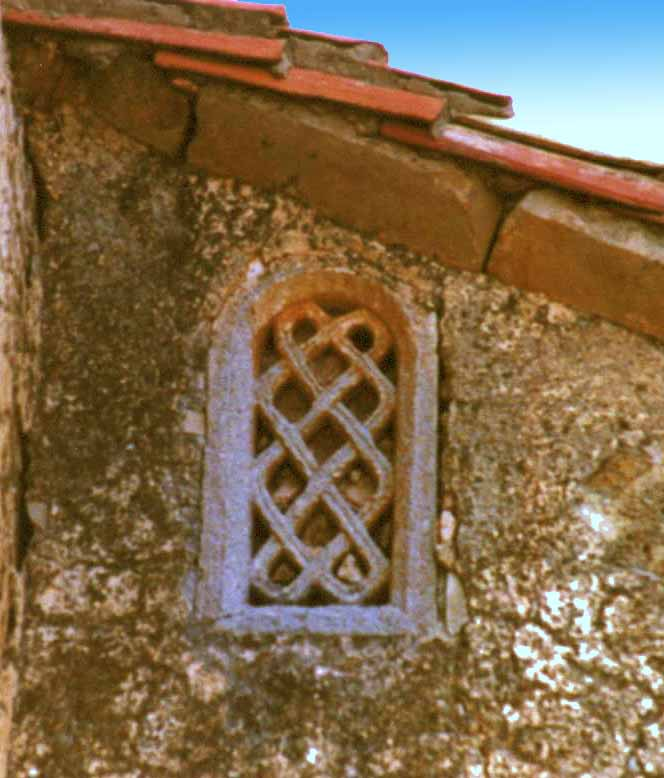
Ventana de celosía de Santa María
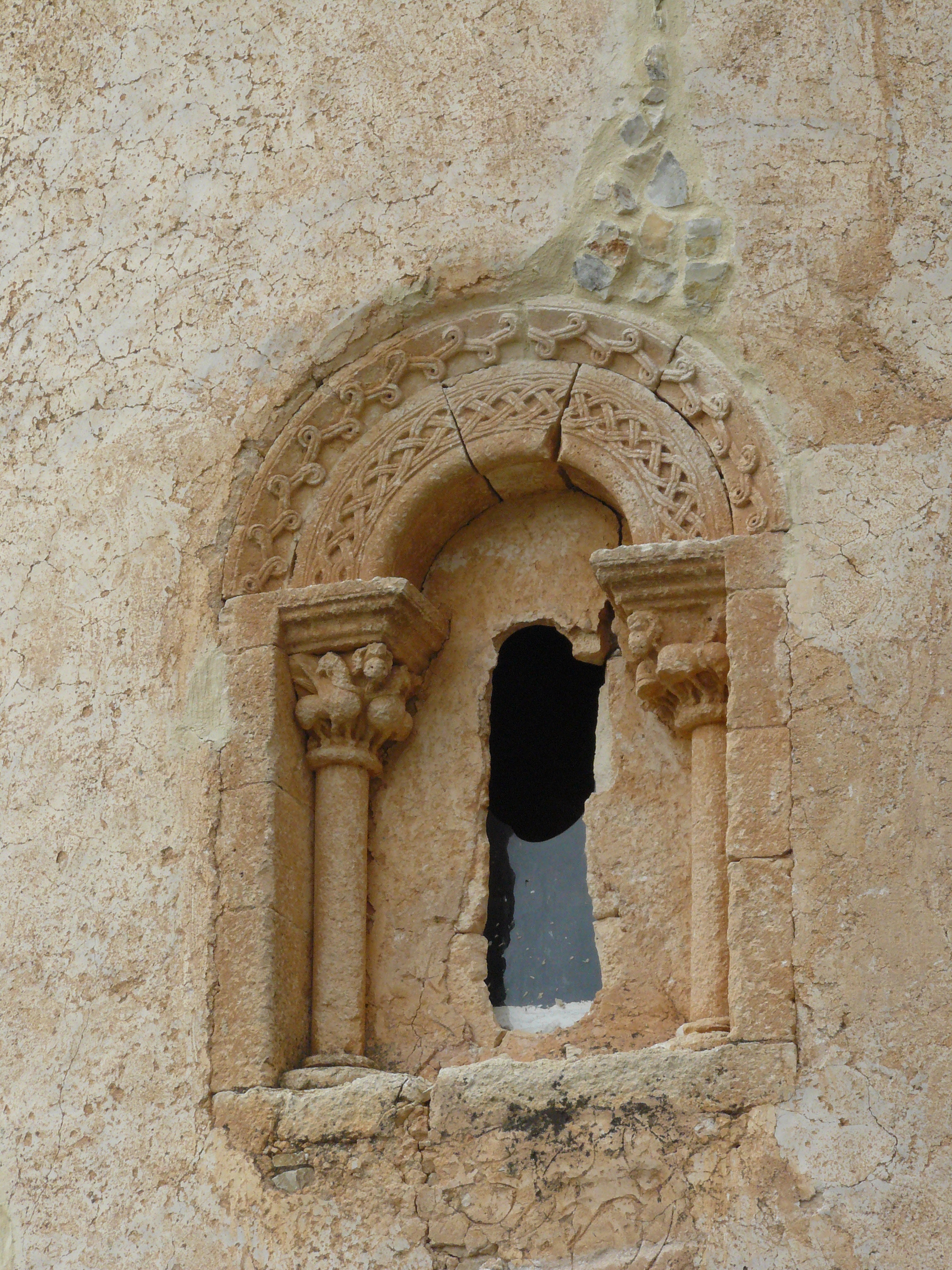
Ventana del ábside

Iglesia de San Pedro

## Cultura

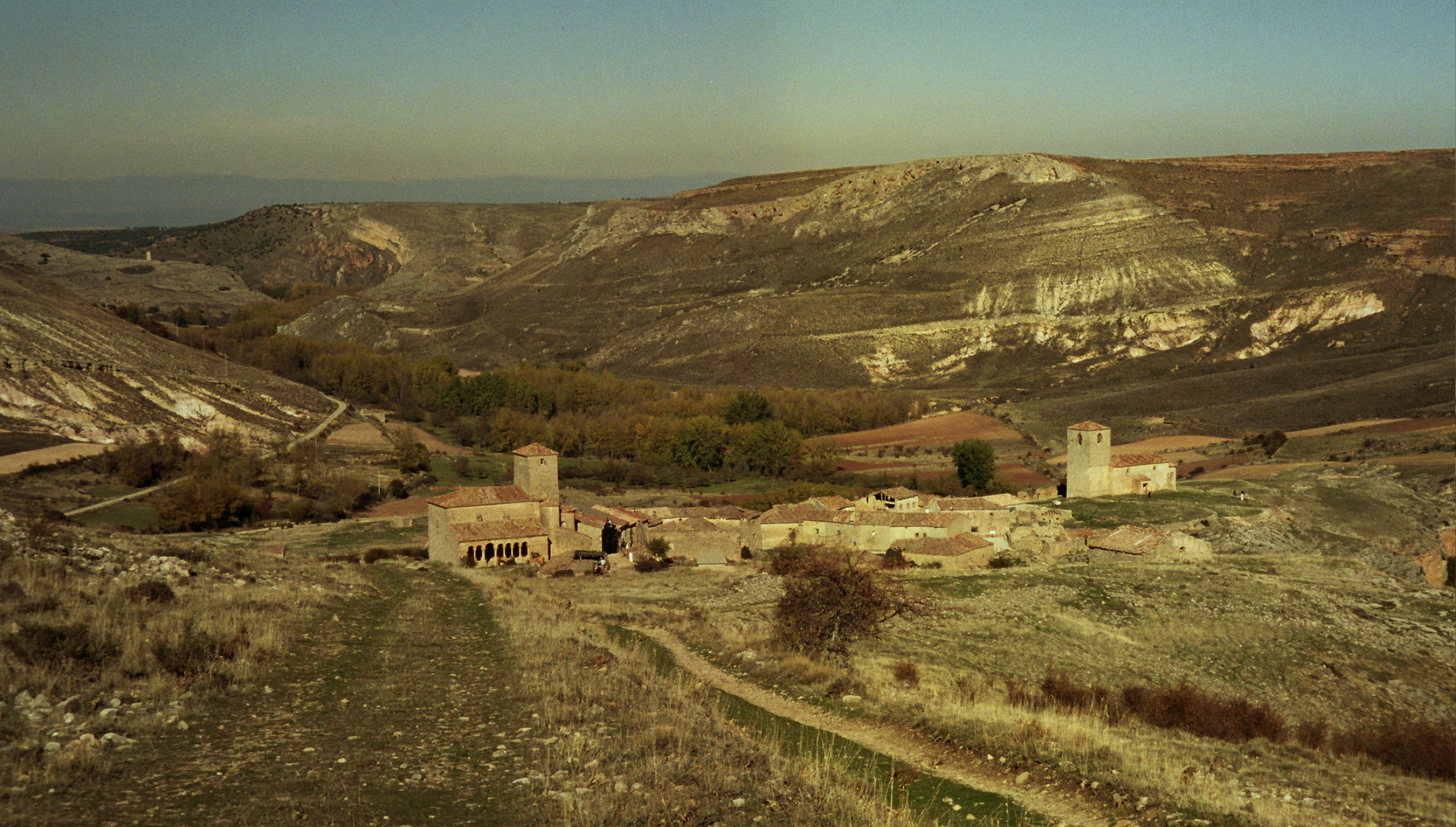
Vista

### Leyendas
En gran medida suponemos que Caracena es tierra templaria gracias al periodista y escritor Jesús Ávila Granados; quien en revistas como Año/Cero () cita al rostro de Baphomet, la columna torsa y la aparición de dos caballeros enterrados desnudos y boca abajo con monedas de los siglos XII y XIII, en la iglesia de San Pedro, como signo de su vida en dicha tierra; además de una losa sepulcral del siglo XIV en la que se halla la inscripción "pertenebat ad malam sectam". El problema viene dado por la fecha de la lápida puesta ésta data como fecha del óbito el año 1257; fecha en que los templarios aún estaban bien vistos por la comunidad cristiana y la Iglesia.
Es por ello que los hombres enterrados bajo la lápida pudieran pertenecer a la secta cátara o a alguna de las sectas existentes en la época.

### Fiestas
Hasta mediados/finales del siglo XX las fiestas se celebraban el 12 de septiembre. Festividad en honor a la Virgen María. 
En la actualidad se celebran el primer fin de semana de agosto. Fiestas en honor de la Virgen María.
Desde el año 2013 se celebran Las Invernales o Pre-Nochevieja caracenense. Esta festividad tiene lugar el último fin de semana antes de fin de año. Menos en el año 2016 que se celebró el fin del semana del 10 de diciembre.
Durante la Pre-Nochevieja tiene lugar la carrera en calzoncillos consistente en dar una vuelta cruzando todo el pueblo con la citada prenda textil.